# Doi Inthanon
Der Doi Inthanon (Thai ดอยอินทนนท์) ist ein Berg in der Provinz Chiang Mai und mit 2565 Metern die höchste Erhebung Thailands.
Der Berg liegt ca. 50 km (Luftlinie) südwestlich von Chiang Mai inmitten des gleichnamigen Nationalparks. Das Gebiet ist wenig bewaldet und wird von Angehörigen der Bergvölker bewohnt, hier hauptsächlich die Hmong und Karen. Durch verschiedene vom König gesponserte Projekte („Royal Projects“) wurden die Bergvölker überzeugt, statt Opium nunmehr Gemüse und Blumen anzupflanzen. Einige dieser Farmen können von den Touristen besichtigt werden.
Zum Gipfel führt eine etwa 50 Kilometer lange Straße (von Chiang Mai 103 km), in deren Nachbarschaft man mehrere beeindruckende Wasserfälle (zum Beispiel den Vachiratharn-Wasserfall) und Höhlen mit Fledermäusen besichtigen kann. Besucher müssen an einer Kontrollstation am Eingang zum Nationalpark Eintrittskarten kaufen.
Etwa 200 Meter unterhalb des Gipfels hat die „glorreiche thailändische Armee mit der Hilfe des thailändischen Volkes“ (Text auf einer Gedenktafel) seinem Königspaar ein Denkmal gesetzt: jeweils zum 60. Geburtstag wurde für König Bhumibol Adulyadej (1987) und Königin Sirikit (1992) eine Chedi in modernem Stil errichtet. Beide Chedis sind außen mit Relief-Mosaiken geschmückt, an der Chedi des Königs in einem rötlichen Braunton, an der Chedi der Königin in verschiedenen Violett-Tönen. Innen steht jeweils eine große Buddha-Statue, die angeblich aus Jade besteht. Die Innenwände sind mit bemalten Kacheln verziert, auf denen das Leben des Buddha abgebildet ist.
Auf dem Gipfel herrschen deutlich niedrigere Temperaturen als im übrigen Thailand, was zu einer völlig anderen Vegetation führt. Efeu rankt an dicken Eichen empor, die wegen der hohen Luftfeuchtigkeit mit Moosen bewachsen sind. Inmitten eines Waldes steht ein Schrein, der dem Namensgeber gewidmet ist: Inthawichayanon Großfürst von Chiang Mai, genannt der „Siebte Chao Luang“ (Reg. 1870–1897), hat bereits früh die Wichtigkeit dieser Bergregion für die Umgebung erkannt. Er bestimmte, dass seine sterblichen Überreste hier beigesetzt werden sollten.
Zunächst war der Berg daher als Doi Luang Ang Ga („Großer Berg Ang Ga“) bekannt. Als der Großfürst dann im Jahre 1897 starb, wurde seine Asche in einer kleinen Chedi beigesetzt, die bald ein Ziel für Pilger wurde. Zu seinen Ehren trägt der Berg seitdem seinen Namen in abgekürzter Form: Doi Inthanon. Neben dem Schrein gibt es einen Naturlehrpfad und militärische Radaranlagen.

## Impressionen

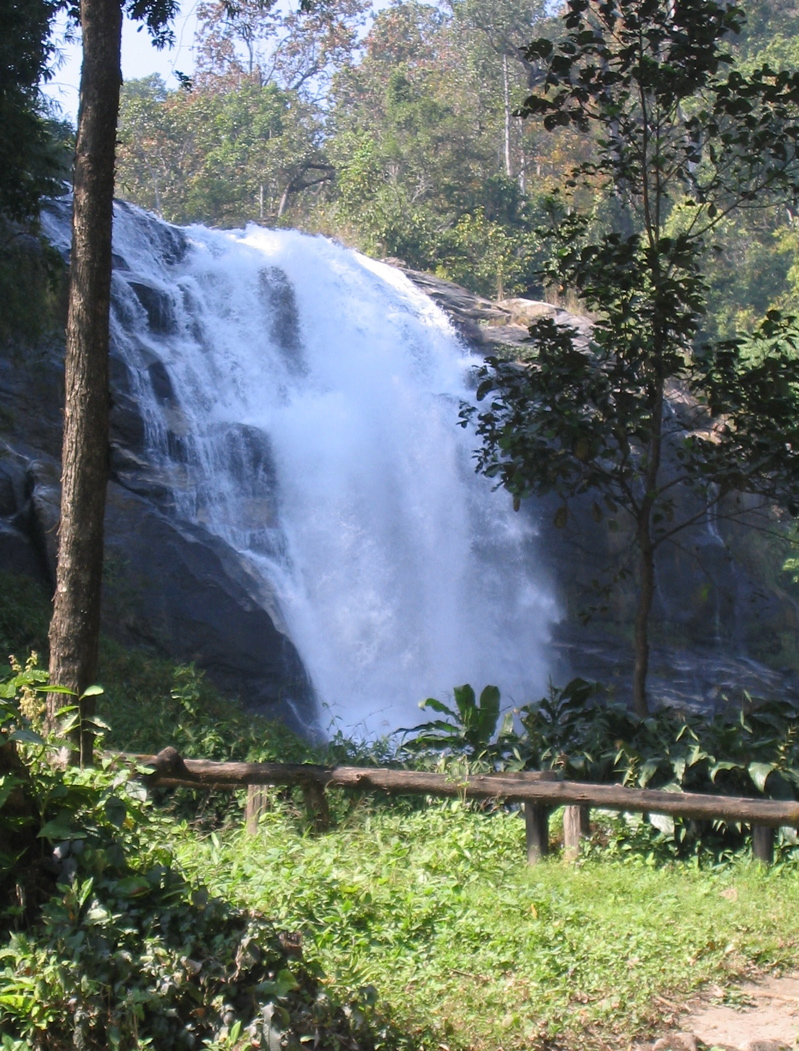
Wasserfall Wachirathan
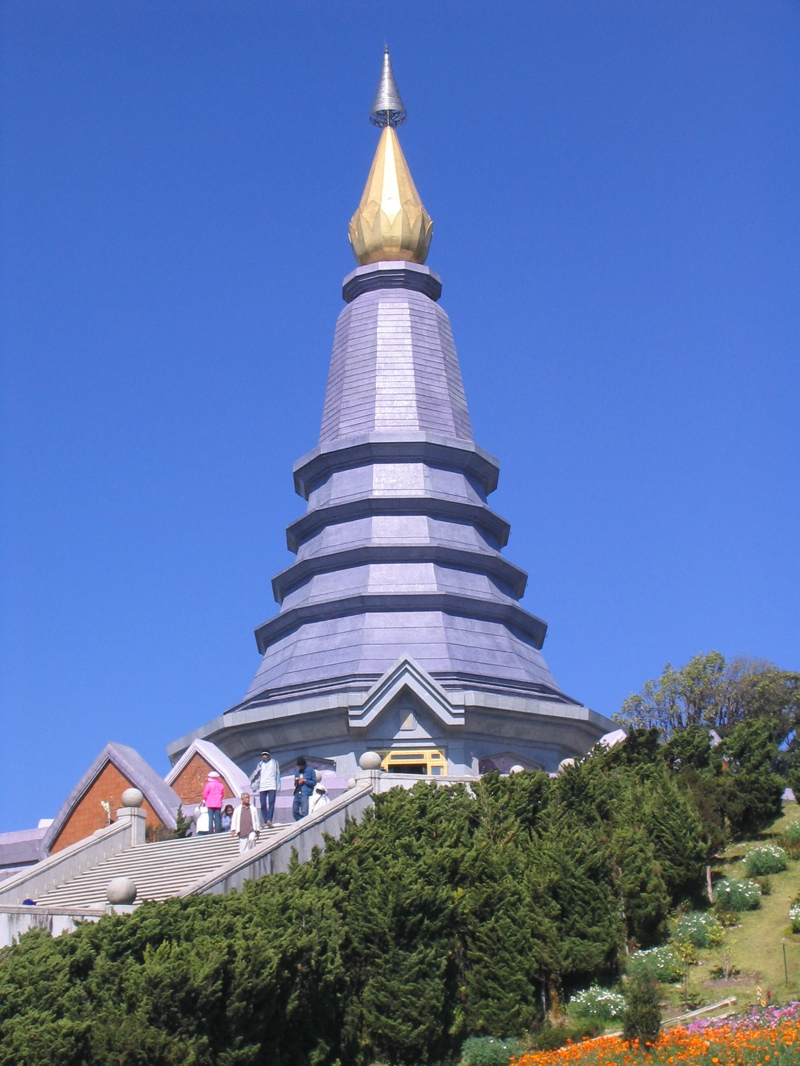
Napapon Phumsiri Chedi der Königin
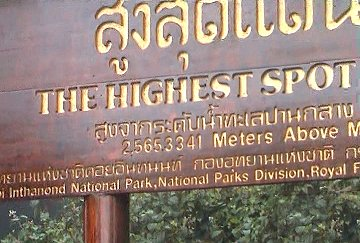
Schild am Gipfel
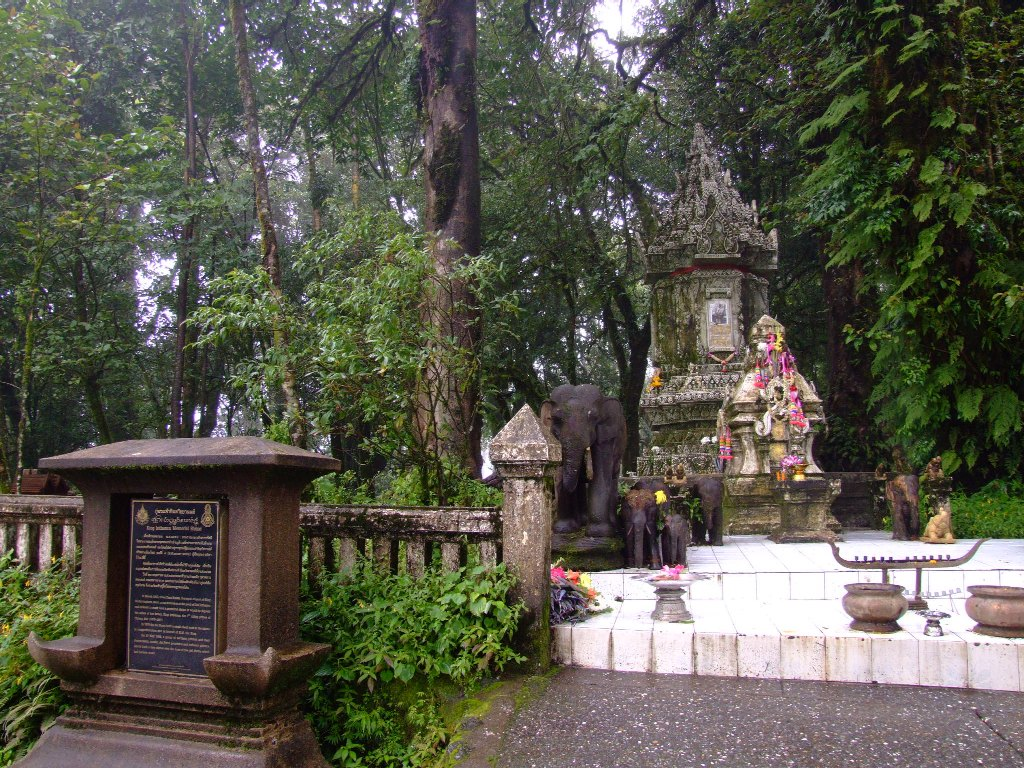
Schrein für Prinz Intha Witchayanon